# Kossuth-címer

A Kossuth-címer

A Kádár-címert a Kossuth-címert idéző, teljesen nemzeti színű pajzs uralja

A Kossuth-címer a történelmi magyar nemzeti címer rendhagyó változata, amelyen nem szerepel a Szent Korona, alakja pedig a szokásos egyenes oldalú pajzs helyett tetején és oldalán befelé ívelt, sajátosan magyarnak tekintett pajzsforma.
A címer bal oldala piros alapon zöld hármas-halmon arany koronát és a korona felett fehér apostoli kettőskeresztet ábrázol, míg a jobb oldala vörössel és ezüsttel hétszer vágott ún. árpádsávos. (Heraldikai szabály, hogy a címer jobb és bal oldalát aszerint határozzuk meg, hogy aki pajzson viseli, annak melyik oldalra esne.)
Az 1849. április 14-ei Habsburg trónfosztást, illetve a függetlenségi nyilatkozat április 19-ei közzétételét követően váltotta fel a koronás kiscímert, ezért kötik Kossuth Lajos nevéhez. Ekkortól a honvéd hadsereg zászlóin ezt alkalmazták, és korona helyett babérkoszorús kardot hímeztek a címerpajzs fölé. A Kossuth Lajos irányítása alatt álló pénzügyminisztérium 1848-ban használatba vette a koronájától megfosztott régi középcímert, amely az akkor ténylegesen a magyar kormány fennhatósága alatt álló Magyarország, Horvátország, Szlavónia és Erdély címerét is ábrázolta.
Károlyi Mihály, mint köztársasági elnök, 1918 novemberétől a köztársaság kikiáltásától kezdődően, a Magyar Királyság régi, koronától és a pajzstartóktól megfosztott kiscímerét tette hivatalossá így 1919 augusztusáig hivatalos állami címer volt. A tanácsköztársaság rövid fennállása alatt nem foglalkoztak a címer kérdésével.
1946–49 között, majd az 1956-os forradalom idején ismét hivatalossá vált. 1949-ben a szocialista államvezetéshez illeszkedő új címert vezettettek be, ez a Rákosi-címer, melyen nagyobb hangsúllyal jelenik meg a kommunista ideológia jelképrendszere, mint a nemzeti jelképek. Azonban a forradalom idején, 1956. október 29-én a Szabad Nép (az uralkodó párt központi lapja) címoldala és a többi lap a Kossuth-címerrel jelent meg, hirdetve, hogy Magyarország címere hivatalosan újra a köztársasági címer lett. A forradalom leverése után, 1957-től az úgynevezett Kádár-címer lett Magyarország állami jelképe, mely egészen a rendszerváltásig volt érvényben. A Kádár-címer a Rákosi-címerhez hasonlóan tartalmaz ugyan a rendszer kommunista ideológiáját jelképező motívumokat (vörös csillag, vörös szalag), de markánsan megjelenik benne a nemzeti trikolór is a címerképet uraló, teljes egészében nemzeti színű címerpajzzsal, ami alakjában a Kossuth-címert követi, valamint egy nemzeti színű szalaggal, ami a vörös szalaggal azonos mértékben van jelen.
1990-ben komoly vita volt, hogy az új Köztársaság címere a Kossuth-címer vagy a korábbi koronás címer (kiscímer) legyen.  A Parlamentben jobb- és baloldaliak egyaránt érveltek a Kossuth-címer mellett: „őseink – valahányszor mód nyílott, vagy úgy látszott, hogy mód nyílik a népfelség elvének érvényesítésére – mindig a Kossuth-címer mellett foglaltak állást.” Végül az Országgyűlés, a történelmi folytonosság és a nemzeti tradíció alapján, a mai közmegegyezéses, az összes képviselő kétharmadával, 258 igen és 28 nem szavazattal, 35 tartózkodás mellett hivatalos címerré vált, Szent Koronát is ábrázoló egységes magyar címer mellett döntött.
Az alapvető kérdés most az (miként tanulmányom negyedik részében vizsgálom), hogy a magyar állam jogfolytonossága, így a magyar történelem, és a magyar állam 1945 előtti hagyományai, szimbólumai miként illeszthetőek a mai magyar államiság keretei közé. A viták, amelyeknek része a magyar történelem értelmezése, és a magyar nemzeti és politikai öntudat kérdései is, alapvetően érintik a Szent Korona-tant és annak történetiségét is.